# André Gely
Pour les articles homonymes, voir Gely.
 (mars 2017).
André Gely (né François-Emmanuel André le 25 avril 1852 à Alès et mort le 1er octobre 1895 à Paris 17e) devient en 1893, à 41 ans, le premier secrétaire général de la Fédération des employés CGT.

## Biographie
André Gely (ou Gelly, du nom de sa mère), né le 25 avril 1852 à Alès, est ouvrier menuisier avant de devenir métreur vérificateur. Ses parents sont ouvriers.
Il est l'un des premiers militants parisiens à adhérer au Parti ouvrier français (POF), issu des décisions du congrès de Marseille en 1879. L'année suivante, il est délégué au congrès ouvrier du Havre par le Cercle d'études sociales du IIIe arr. de Paris. Lors des scissions du PO, il opte pour la tendance modérée au congrès de Saint-Etienne, en 1882, puis, l'année suivante, participe au congrès de la Fédération des travailleurs socialistes de France (FTSF) à Paris, ainsi qu'à celui de Châtellerault en 1890. Depuis 1882, il est membre du conseil national de la FTSF, puis, de 1887 à 1894, membre de la commission des logements insalubres de la ville de Paris, ainsi que, de 1888 à 1890, de la Bourse du travail. 
Jusqu'en 1882, il réside rue de Turenne, puis, de 1883 à 1886, place du Commerce et, entre 1886 et 1888, rue Jeanne Hachette. Il s'installe ensuite dans un pavillon, Cité Marie. 
Depuis 1880 il est affilié à la loge maçonnique La Ruche Libre. 
En 1881, il recueille 117 voix aux élections municipales dans le quartier des Enfants-Rouges. En 1884, il se présente comme candidat de la FTS dans le quartier Saint-Lambert, puis en 1887, dans le quartier Necker, en 1888 dans le quartier Mail, aux élections partielles de 1890 et de 1893 dans le quartier Combat. Enfin, à une élection législative complémentaire, en 1894, dans la 1re circonscription d'Alès. En 1889 et 1893, il avait groupé 1 733 et 1 368 suffrages dans la 2e circonscription du XVIII e arr. de Paris. 
Longtemps, il est l'un des rédacteurs du Prolétaire.
En 1888, enfin, il avait été, au congrès socialiste international de Londres, le délégué de la Bourse du travail de Nîmes.